# Onda Scholte
Se denomina onda Scholte a una onda superficial (onda de interfase) que se propaga en la interfase entre un fluido y un medio sólido continuo (como por ejemplo la interfase entre el agua y la arena). La onda posee una intensidad máxima en la interfase y la intensidad disminuye exponencialmente al alejarse de la interfase tanto al penetrar en la zona del fluido como en el medio sólido.  Su denominación hace referencia a J. G. Scholte quien la descubrió en 1947. Esta onda es similar a la onda Stoneley que se propaga en una interfase sólido-sólido, y la  onda Rayleigh que se propaga en una interfase sólido-vacío.